# 티모시 레이프스나이더
티모시 레이프스나이더(Timothy Reifsnyder, 1986년 2월 7일 ~ )는 미국의 배우, 영화배우, 연극 배우, 텔레비전 배우이다.

## 영화
- 하트 인 아틀란티스 (2001년)
- 와이드 어웨이크 (1998년)